# Aspidosperma quebracho-blanco

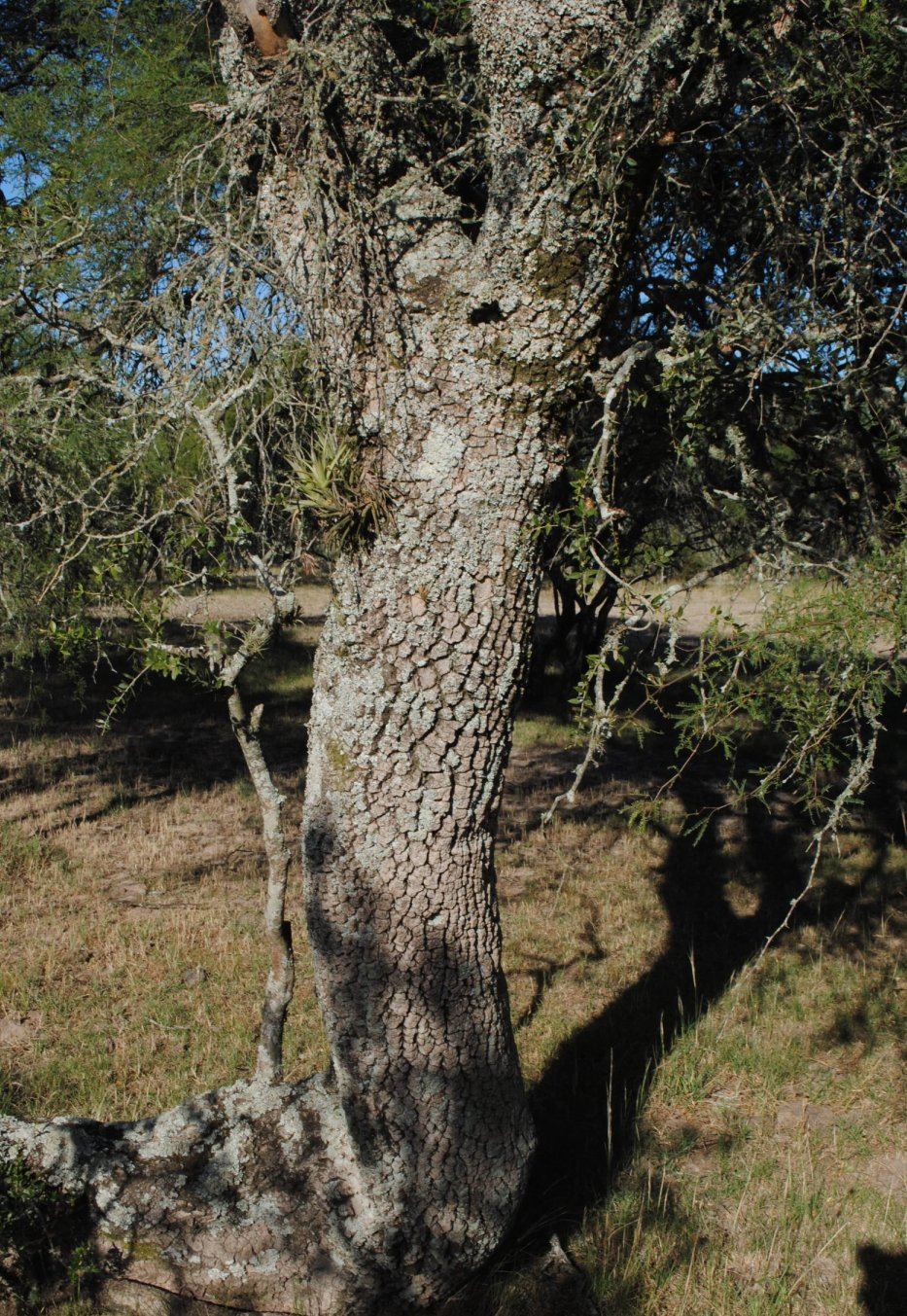
Aspidosperma quebracho-blanco- Soriano, Palmar, Bosque parque al margen del Arroyo Vera 49

El quebracho blanco (Aspidosperma quebracho-blanco) es una especie arbórea de la familia Apocynaceae, que habita en el centro de América del Sur. No debe confundirse con otras especies también conocidas como quebrachos, pero del género  Schinopsis.

## Descripción

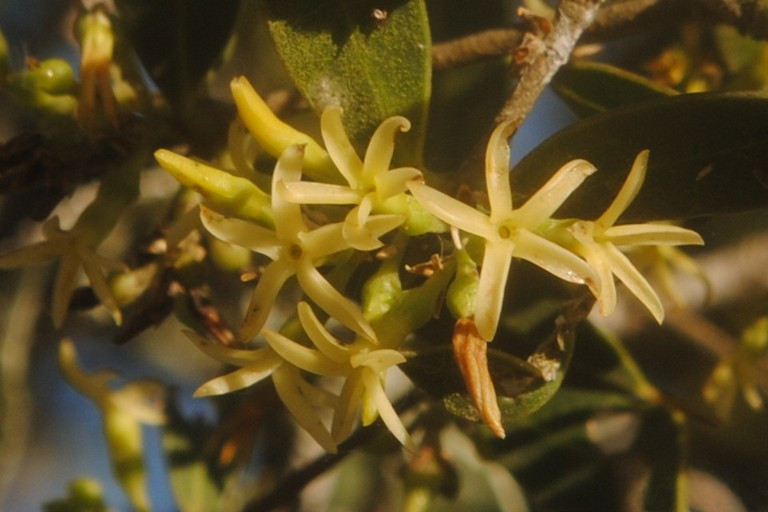
Floración de Aspidosperma quebracho-blanco.

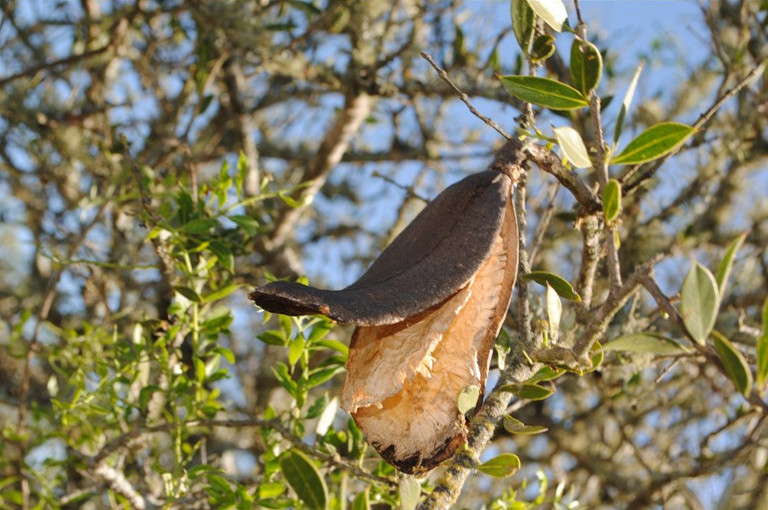
Fruto en cápsula de Aspidosperma quebracho-blanco.

Es un árbol alto con ramas péndulas y hojas persistentes, simples, elípticas, coriáceas y ligeramente espinescente en el ápice. Las flores hermafroditas se disponen en inflorescencias cimosas, axilares y terminales. Son de color amarillo claro y desprenden un suave perfume una vez que el árbol está en plena floración.  El fruto es un folículo de 7 a 12 cm de largo que contiene numerosas semillas de forma alada.  
La madera del quebracho blanco es uniformemente amarillo ocre, sin diferencias entre duramen y albura. Es bastante pesada (densidad relativa = 0,885 g/cm³) y dura, responde bien al curvado y a golpes. Mal secada,  tiende a colapsar, produciendo deformaciones y roturas, por lo que ese proceso debe ser lento; la madera debe tratarse con fungicidas.  Es fácil de trabajar; tiene muchos usos en carpintería (ruedas, carros, pisos, zapatos, herramientas de mano, muebles); buena para piezas de ajedrez, skies, etc. Preservada con creosota puede usarse en exteriores. En algunas partes es muy usada como carbón, no produce chispas o grandes cantidades de ceniza, y quema fuerte y despacio.

## Distribución
Se distribuye en el sudeste de Bolivia, gran parte del centro y norte de la Argentina, el oeste del Paraguay, y el oeste del Uruguay.

## Historia
Esta planta se conoce como medicinal desde tiempos precolombinos. Los jesuitas que acompañaban a los primeros expedicionarios por tierras sudamericanas hicieron mucho uso de ella para combatir todo tipo de fiebres.  No fue hasta el siglo XIX que llegó a Europa dada su buena reputación como febrífuga. En los últimos años su consumo ha decaído mucho sobre todo en los países occidentales donde otras plantas tienen virtudes similares y mejores.

## Propiedades
En cocina su madera es muy valorada para la elaboración de carbón, dadas sus propiedades caloríferas.
Medicinalmente se utiliza la corteza por su alto contenido en algunos alcaloides, aunque de forma popular también se han usado los frutos, las hojas y las raíces.
Entre los alcaloides que se han aislado encontramos derivados de la yohimbina, que se ha usado con frecuencia como afrodisíaco dadas las virtudes en las disfunciones eréctiles de este principio activo. Su uso, sin embargo, debe hacerse bajo estricto control médico. Hasta hace poco se ha usado como estimulante respiratorio y expectorante y se ha prescrito en caso de bronquitis, asma o enfisema pulmonar.  Otras virtudes medicinales reconocidas son las de antipirético, antiséptico, tónico, antimaláricos y anestésico. 
Decocción: 2 gramos por  200 ml de agua fría y poner a ebullición dos minutos. Se utiliza para la fiebre.[cita requerida]

## Taxonomía
Aspidosperma quebracho-blanco  fue descrita por (Schltr.) Lyons y publicado en Botanische Zeitung (Berlin) 19: 137. 1861.
Etimología
Aspidosperma: nombre genérico que hace referencia al prefijo aspid (en griego, 'cubierta protectora', 'escudo') y sperma ('semilla') haciendo referencia a la dureza de estas semillas aladas. 
quebracho: epíteto que tiene su origen en su nombre popular que a su vez, proviene de la contracción del castellano antiguo «quebra+hacho» dando a entender la dureza de su madera.
Sinónimos

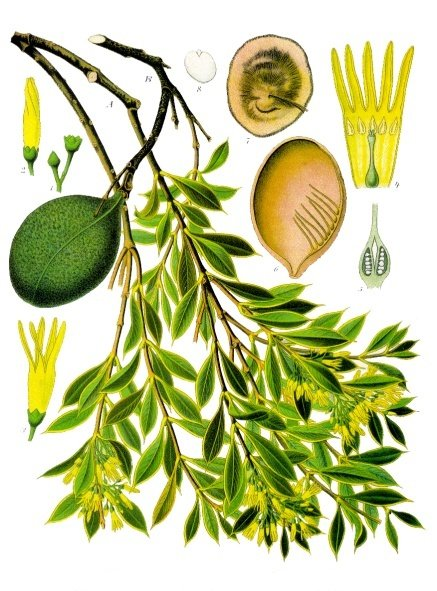
Sus características.

- Macaglia quebracho-blanco (Schltdl.) A.Lyons, Plant Nam., ed. 2: 286 (1907).
- Aspidosperma quebracho Griseb., Pl. Lorentz.: 155 (1874).
- Macaglia quebracho (Griseb.) Kuntze, Revis. Gen. Pl. 2: 416 (1891).
- Aspidosperma crotalorum Speg., Physis (Buenos Aires) 3: 334 (1917).[3]
- Aspidosperma crotalorum Speg.
- Aspidosperma quebrachoideum Rojas Acosta
- Macaglia quebracho (Griseb.) Kuntze[4]